# Mandelaugen und Lotosblüten
Mandelaugen und Lotosblüten ist ein US-amerikanisches Musicalverfilmung aus dem Jahre 1961 von Henry Koster. Grundlage des Drehbuchs war der Roman „Flower Drum Song“ von C. Y. Lee und das 1957 daraus entstandene Musical von Richard Rodgers und Oscar Hammerstein.

## Handlung
Mei Li ist eine junge Frau, die aus Hongkong nach San Francisco kommt. Sie ist dem Nachtclubbesitzer Sammy Fong als Braut versprochen. Sammy will sich den alten Traditionen seiner Heimat nicht anschließen. Er will die Sängerin und Tänzerin Linda Low zur Frau nehmen. Also versucht er, Mei Li zur Wang-Familie abzuschieben, die für den ältesten Sohn, Wang Ta, eine Braut suchen. Doch auch Wang Ta wirbt um Linda, die sich wiederum nur für Tas Geld interessiert.
Tas Universitätsabschluss soll zusammen mit Madame Liangs Volksschulabschluss gefeiert werden. Tas Verlobung mit Linda wird bekannt gegeben, was Mei Li traurig und Sammy wütend macht. Sammy richtet die Feier für das chinesische Neujahrsfest in seinem Nachtclub aus und lädt auch die Wangs ein. Als die Wangs unerwartet Lindas anzüglichen Tanz sehen, lösen sie sofort die Verlobung auf. Ta sieht seinen Fehler ein und gesteht Mei Li seine Liebe. Die jedoch weist ihn zurück und will Sammy dazu zwingen, seinen vertraglichen Pflichten nachzukommen und sie zu heiraten. Noch während der Hochzeitszeremonie gesteht Mei Li, dass sie illegal ins Land eingereist sei, womit der Vertrag hinfällig geworden ist. Ta ist glücklich und bereit, sie zu heiraten, damit sie im Land bleiben kann. Linda und Sammy beschließen, eine Doppelhochzeit zu feiern.

## Kritiken
Das Lexikon des internationalen Films über den Film: „Einfallsloses, kitschig-sentimentales, überlanges Musical mit haarsträubend eingedeutschten Songs.“
Die Variety bemängelt, dass der Charme und die Anmut des Broadway-Musicals in der Filmadaption durch schiere Opulenz und Glamour erdrückt werde.
Bosley Crowther von der New York Times hingegen lobt den Film als farbenprächtig, einfallsreich und melodisch.

## Auszeichnungen
Der Film wurde für zahlreiche Filmpreise nominiert. 1962 erhielt er Oscar-Nominierungen in den Kategorien Bestes Szenenbild (Farbe), Beste Kostüme (Farbe) (Irene Sharaff), Beste Kamera (Farbe), Bester Ton (Waldon O. Watson) und Beste Filmmusik.
Zudem erhielt er zwei Nominierungen für den Golden Globe in den Kategorien Bester Film (Musical) und Beste Hauptdarstellerin (Musical) (Miyoshi Umeki).
Bei der Verleihung des Laurel Awards belegte der Film als Top Musical den zweiten Rang, Juanita Hall kam als beste Nebendarstellerin auf den vierten Platz.
Die Directors Guild of America nominierte Henry Koster für den DGA-Award, die Writers Guild of America Joseph Fields für den WGA-Award.
Alfred Newman, der die Originalmusik von Richard Rodgers für den Film arrangierte, wurde für das veröffentlichte Album für den Grammy nominiert.
2008 wurde der Film ins National Film Registry aufgenommen.

## Hintergrund
Der Film wurde am 9. November 1961 in den USA uraufgeführt und kam am 26. April 1962 in die deutschen Kinos.
Das Broadway-Musical wurde am 1. Dezember 1958 uraufgeführt und wurde 600 Mal gespielt. 1959 wurde das Stück für den Tony Award nominiert. Miyoshi Umeki und Juanita Hall spielen im Film ihre Bühnenrollen, während Filmdebütant Jack Soo auf der Bühne in einer anderen Rolle zu sehen war.
In einer kleinen Nebenrolle als Tänzer ist George Chakiris zu sehen.
Für die Ausstattung des Films waren die Szenenbildner Alexander Golitzen und Joseph C. Wright verantwortlich. Choreograf der Tanznummern war Hermes Pan.

## Songs
- A Hundred Million Miracles – gesungen von Miyoshi Umeki (später wiederholt und danach noch einmal gesungen von Miyoshi Umeki und Nancy Kwan)
- Fan Tan Fannie – gesungen von Nancy Kwan
- The Other Generation – gesungen von Benson Fong, Juanita Hall, Patrick Adiarte, Cherylene Lee und Virginia Lee
- I Enjoy Being a Girl – gesungen von Nancy Kwan
- I Am Going to Like It Here – gesungen von Miyoshi Umeki
- Chop Suey – gesungen von Juanita Hall und James Shigeta
- You Be the Rock – gesungen von Nancy Kwan
- Grant Avenue – gesungen von Nancy Kwan
- Gliding Through My Memoree – gesungen von Victor Sen Yung (später noch einmal vorgetragen von James Shigeta)
- Love, Look Away – gesungen von Reiko Sato
- You Are Beautiful – gesungen von James Shigeta
- Sunday – gesungen von Jack Soo und Nancy Kwan
- Don't Marry Me – gesungen von Jack Soo und Miyoshi Umeki

Anmerkung: Nancy Kwans Gesangsstimme wurde von B. J. Parker synchronisiert. Reiko Sato wurde von der Opernsängerin Marilyn Horne synchronisiert.